# Charles James Napier
General Sir Charles James Napier, (10 de agosto de 1782 - 29 de agosto de 1853) foi um oficial e veterano das campanhas peninsulares e de 1812 do Exército Britânico, e mais tarde major-general do Exército de Bombaim, período em que liderou a conquista militar de Sindh, antes de servir como governador de Sindh e comandante-em-chefe na Índia.

## Guerra Peninsular
Napier comandou o 50º Regimento de Infantaria da Rainha durante a Guerra Peninsular na Península Ibérica contra Napoleão Bonaparte. As atividades de Napier lá terminaram durante a Batalha da Corunha, na qual ele foi ferido e deixado para morrer no campo de batalha. Napier foi resgatado, quase morto, por um baterista do exército francês chamado Guibert, e levado como prisioneiro de guerra. No entanto, Napier foi premiado com uma Medalha de Ouro do Exército depois que ele foi devolvido às mãos britânicas.
Napier ofereceu-se para regressar à Península Ibérica em 1810 para lutar novamente contra Napoleão em Portugal, nomeadamente na Batalha do Côa, na Batalha do Buçaco, na Batalha de Fuentes de Onoro, e na Batalha de Badajoz (1812) (o segundo cerco de Badajoz) na Extremadura, Espanha, na qual foi tenente-coronel no comando do 102º Regimento de Infantaria.

## Guarnição das Bermudas e Guerra Americana de 1812
Napier posteriormente serviu nas Bermudas, onde o Regimento 102 foi enviado em 1812 para a Guarnição das Bermudas, estacionada na Guarnição de São Jorge. Napier serviu como governador de Cefalônia nas Ilhas Jônicas e escreveu um livro sobre a ilha. Mais tarde, ele serviu em uma missão diplomática na Grécia durante a Guerra da Independência, um conflito no qual tinha grande simpatia pelos gregos. Ele também escreveu mais dois livros sobre a Grécia e as Ilhas Jônicas.  

## Índia
Em 1842, aos 60 anos, Napier foi nomeado major-general para o comando do exército indiano na Presidência de Bombaim. Aqui, a política de Lord Baron Ellenborough levou Napier à província de Sindh (Scinde), com o objetivo de reprimir a insurreição dos governantes muçulmanos que permaneceram hostis ao Império Britânico após a Primeira Guerra Anglo-Afegã. A campanha de Napier contra esses chefes resultou em vitórias na Batalha de Miani (Meanee) contra o general Hoshu Sheedi e na Batalha de Hyderabad, e depois a subjugação do Sindh.
Napier foi nomeado Governador da Presidência de Bombaim por Lord Ellenborough. No entanto, sob sua liderança, o governo entrou em conflito com as políticas dos diretores da Companhia Britânica das Índias Orientais, e Napier foi destituído do cargo e voltou para casa com desgosto. Napier foi novamente despachado para a Índia durante a primavera de 1849, a fim de obter a submissão dos sikhs. No entanto, ao chegar mais uma vez na Índia, Napier descobriu que isso já havia sido realizado por Lord Hugh Gough e seu exército.

## Publicações
- The Colonies, Treating of their Value Generally, of the Ionian Islands Particularly and Including Strictures on the Administration of Sir Frederick Adam (1833)
- Colonization, particularly in Southern Australia: with some remarks on small farms and overpopulation (1835)
- Remarks on Military Law, and the Punishment of Flogging (1837)
- A Dialogue on the Poor Laws (1838)
- Lights and Shades of Military Life (1840)
- A Letter to the Right Hon Sir J. Hobhouse, on the Baggage of the Indian Army (1849)
- A Letter on the Defence of England by Corps of Volunteers and Militia (1852)
- Defects, Civil and Military, of the Indian Government (1853)
- William the Conqueror, a Historical Romance (editado por Sir William Napier, 1858)